# Cronaca di lei
Cronaca di lei è il quinto romanzo scritto da Alessandro Mari, edito da Feltrinelli nel 2017.

## Trama
(Incipit)
Lei, la ragazza (non ne viene fatto il nome), è un’aspirante modella che si guadagna da vivere come può, con un certo disilluso cinismo. Lui, Milo “One Way” Montero, è un pugile che è riuscito a conquistare il titolo di campione del mondo grazie alla propria costanza e determinazione. Dopo un primo avvicinamento, che non sfocia in una relazione, i due si ritrovano nel momento più basso della carriera di Milo: è reduce da una bruciante sconfitta, che lo ha costretto a un delicato intervento a un occhio. Lei, a modo suo, in un rapporto sui generis, lo protegge e si fa custode della sua fragilità. Ma a osteggiare la loro relazione c'è Irene, sorella e manager di Milo, che vede l'intrusione come una minaccia all'impero economico che è riuscita a costruire sul talento del fratello. L'unica cosa importante, ora, è cancellare la sconfitta preparando al meglio l'incontro che deve restituirgli l'aura di campione. A osservare la ragazza, Milo e Irene c'è Leo Ruffo, un giovane scrittore ingaggiato da Irene per raccontare la vita del campione. E il biografo allora diventa confidente, testimone di quanto accade dentro e fuori dal ring. 

## Edizioni
- Cronaca di lei, Milano, Feltrinelli, I Narratori, 2017, ISBN 9788807032318.